# The Flood (album)
The Flood is het tweede studioalbum van de Amerikaanse metalband Of Mice & Men.

## Nummers
| 1.                 | O.G. Loko                                                                        | 3:18 |
| 2.                 | Ben Threw                                                                        | 3:11 |
| 3.                 | Let Live                                                                         | 4:16 |
| 4.                 | Still YDG'N                                                                      | 3:11 |
| 5.                 | My Understandings                                                                | 2:33 |
| 6.                 | Ohioisonfire                                                                     | 3:08 |
| 7.                 | Purified                                                                         | 3:35 |
| 8.                 | Product of a Murderer                                                            | 3:51 |
| 9.                 | Repeating Apologies                                                              | 3:43 |
| 10.                | The Great Hendowski                                                              | 3:06 |
| 11.                | I'm a Monster                                                                    | 1:59 |
| 12.                | When You Can't Sleep at Night (Acoustic by Shayley Bourget, CD only bonus track) | 3:32 |
| Totale duur: 39:24 |                                                                                  |      |

| Nr. | Titel      | Duur |
| --- | ---------- | ---- |
| 1.  | The Calm   | 1:50 |
| 2.  | The Storm  | 4:05 |
| 3.  | The Flood  | 3:10 |
| 4.  | The Depths | 3:46 |